# Víska (Dětřichov)
Víska (německy Stillfried) je základní sídelní jednotka, součást obce Dětřichov v okrese Svitavy v Pardubickém kraji. Nachází se asi 10,5 km severozápadně od Svitav. V roce 2011 zde žilo 83 obyvatel ve 33 domech.
Vískou prochází silnice III/36823. Pramení zde Dětřichovský potok, který se vlévá do řeky Třebovky. Jižně od Vísky se nachází obora.
| Rok            | 1869 | 1880 | 1890 | 1900 | 1910 | 1921 | 1930 | 1950 | 1961 | 1970 | 1980 | 1991 | 2001 | 2011 |
| -------------- | ---- | ---- | ---- | ---- | ---- | ---- | ---- | ---- | ---- | ---- | ---- | ---- | ---- | ---- |
| Počet obyvatel | 242  | 247  | 238  | 236  | 205  | 180  | 165  | 58   | 29   | 47   | 26   | 13   | 64   | 83   |
| Počet domů     | 42   | 42   | 43   | 43   | 41   | 40   | 40   | 29   | –    | 10   | 9    | 9    | 29   | 33   |